# Dan Stoenescu

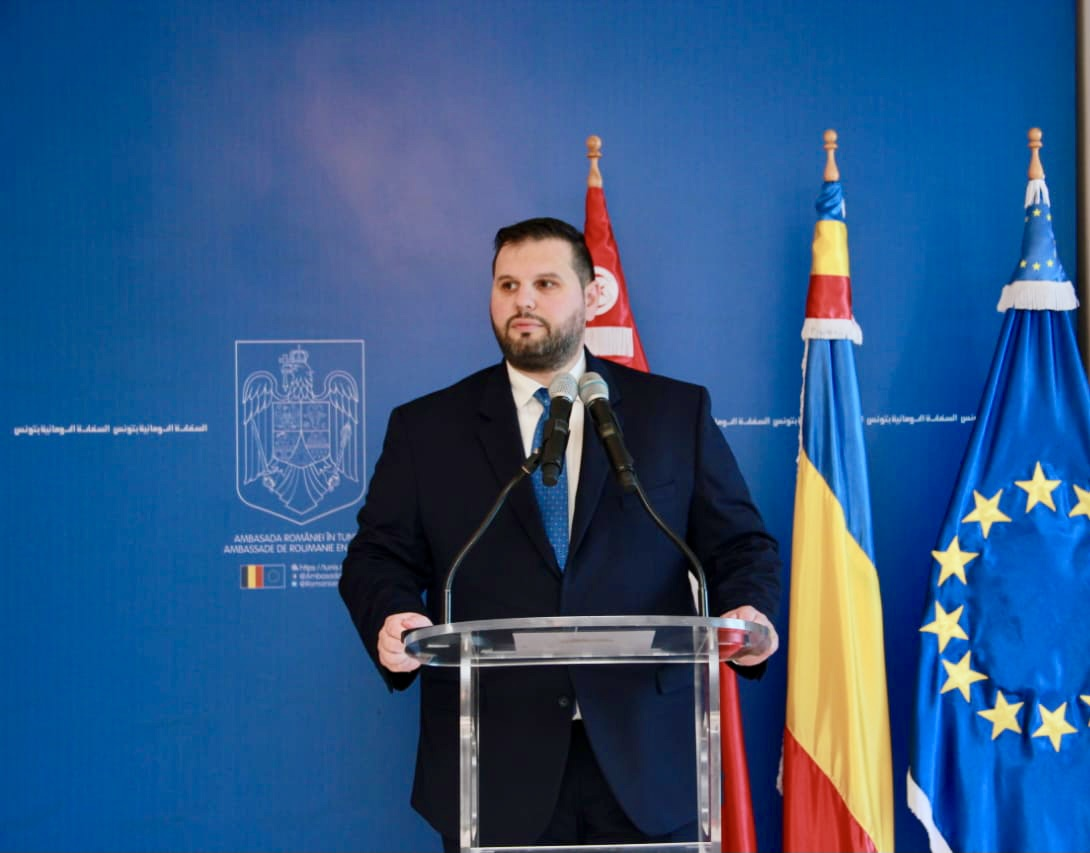
Dan Stoenescu in Tunis, 2019

Dan Stoenescu (* 4. November 1980 in Constanța) ist ein rumänischer Politikwissenschaftler, Diplomat und Politiker (PSD).

## Leben und Werdegang

### Akademische Laufbahn
Stoenescu erwarb 2003 einen Bachelor of Arts in internationalen Studien am Austin College in Sherman, 2005 einen Master of Arts in Globalisierung und Entwicklung an der University of Warwick und 2006 ein Diplom in Flüchtlingsstudien an der American University in Cairo. Schließlich schloss er sein Studium an der Fakultät für Internationale Beziehungen und Europäische Studien der Universität Bukarest ab. Später erwarb er einen Masterabschluss in Diplomatie an derselben Universität. 2009 promovierte in Politikwissenschaften an der Universität Bukarest mit einer Arbeit über "Moderner arabischer Nationalismus und islamische Identität nach 1987". Er spezialisierte sich am Europäischen Sicherheits- und Verteidigungskolleg in Brüssel, am Niederländischen Institut für Internationale Beziehungen Clingendael in Den Haag, am Institut Matías Romero in Mexiko-Stadt und am Saifi-Institut für Arabische Sprache in Beirut.

### Diplomatische und politische Laufbahn

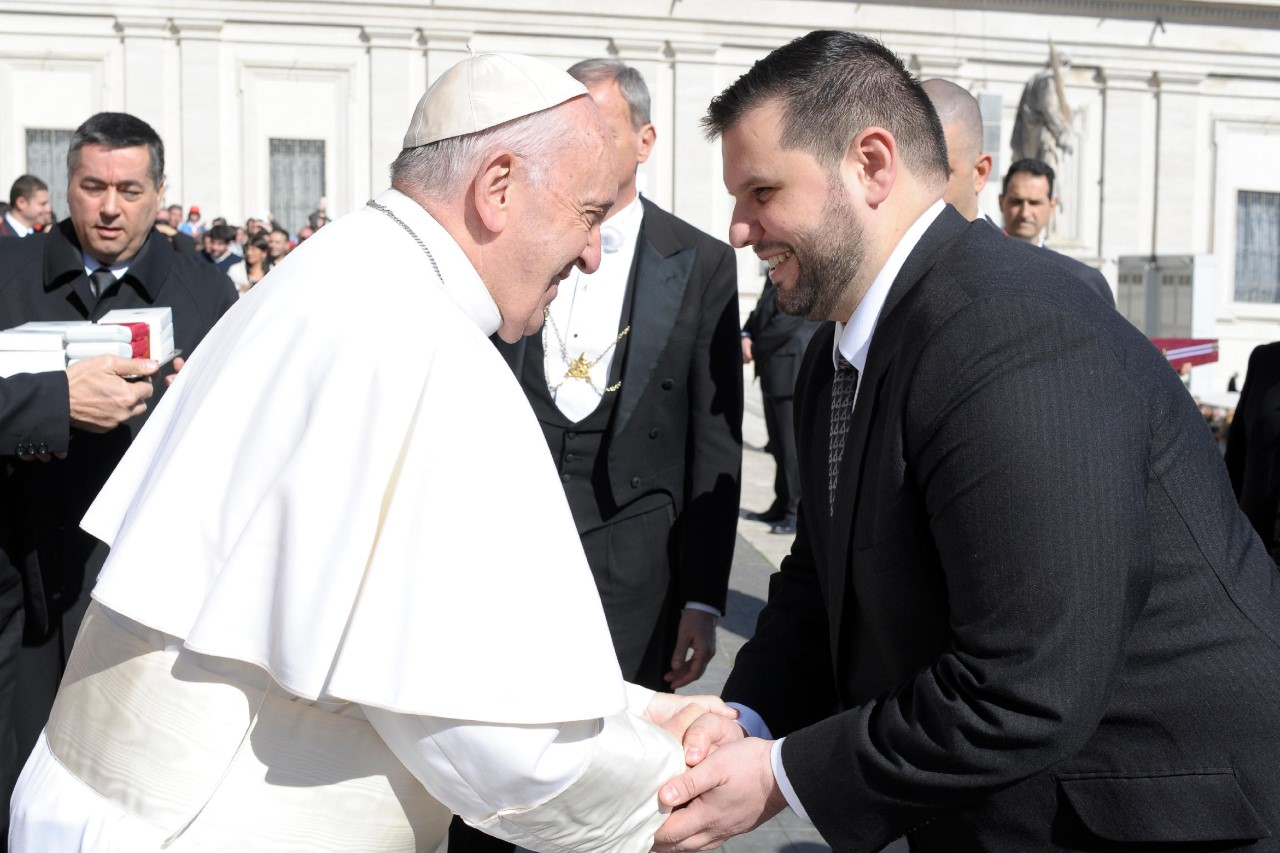
Dan Stoenescu und Papst Franziskus, 2016

Stoenescu trat 1998 in den diplomatischen Dienst ein und hatte verschiedene Positionen im rumänischen Außenministerium inne. Er diente unter anderem als Berater des Ministers für Auswärtige Angelegenheiten sowie als Sprecher des Ministeriums. Im Jahr 2016 wurde Stoenescu zum Botschafter Rumäniens in Israel ernannt, eine Position, die er bis 2020 innehatte. Während seiner Amtszeit setzte er sich aktiv für die Stärkung der bilateralen Beziehungen zwischen Rumänien und Israel ein. Nach seiner Rückkehr aus Israel trat Stoenescu in die Politik ein und wurde Mitglied der sozialdemokratischen Partei PSD. Er ist ein Spezialist für internationale Beziehungen, die arabische Welt und Migration und setzt sich für den Schutz der Rechte der rumänischen Diaspora und für die Erhaltung der rumänischen Sprache und Kultur im Ausland. Von März 2017 bis zum 22. Mai 2021 war er Botschafter Rumäniens in Tunesien. Von 2021 bis 2024 war er als Geschäftsträger Leiter der EU-Delegation für Syrien mit Sitz in Brüssel. Im Jahr 2022 wurde er zum Abgeordneten im Rumänischen Parlament gewählt.

## Persönliches
Dan Stoenescu ist verheiratet und Vater.

## Ehrungen und Auszeichnungen
2017 verlieh ihm Rotary International den Paul Harris Fellow Award, für seine Unterstützung der Rumänen im Ausland und der internationalen Projekte der Rotary Foundation. Außerdem erhielt er 2019 eine Auszeichnung der Mazedo-Rumänischen Kulturgesellschaft. Während seiner akademischen Laufbahn erhielt er zahlreiche Auszeichnungen und Ehrungen, darunter das Rotary Ambassadorial Scholarship, ein Stipendium der Ford Foundation, den Samuel Roberson Award der Presbyterian Church USA sowie Auszeichnungen des kalifornischen Gouverneurs Gray Davis.

## Veröffentlichungen (Auswahl)
- "Islamic and Arab Perspectives on Machiavelli's Virtù", Studia Politica, vol IX, nr.1, 2009.
- "The Egyptian Muslim Brotherhood and the Road Towards the Ummah", Studia Politica, vol VIII, nr.3, 2008.
- "Palestinian Nationalism: From Secularism to Islam", Studia Politica,  vol. VII, no. 2, 2007.
- With Dana Pleşa, International Relations and Globalisation in the Middle East, Semne Publishing House, Bucharest, 2005.
- Dan Stoenescu, “The impact of globalisation on contemporary sub-state terrorism with particular reference to the Muslim World” in International Relations and Globalisation in the Middle East, Dan Stoenescu and Dana Pleşa, Semne Publishing House, Bucharest, 2005,  32–62, on the American Center for International Policy Studies website.
- Dan Stoenescu, Ethnic cleansing in the Middle East before the Second World War in International Relations and Globalisation in the Middle East, Dan Stoenescu and Dana Pleşa, Semne Publishing House, Bucharest, 2005, 85–98, on the American Center for International Policy Studies website.
- Dan Stoenescu, Modern Arab Nationalism in International Relations and Globalisation in the Middle East, Dan Stoenescu and Dana Pleşa, Semne Publishing House, Bucharest, 2005, 110–122, on the American Center for International Policy Studies website.
- Dan Stoenescu, Globalising prostitution in the Middle East in International Relations and Globalisation in the Middle East, Dan Stoenescu and Dana Pleşa, Semne Publishing House, Bucharest, 2005, 266–283, on the American Center for International Policy Studies website.
- NOW Lebanon: Culture cluster – Five European cultural centers join forces in Lebanon